# 原酸酯

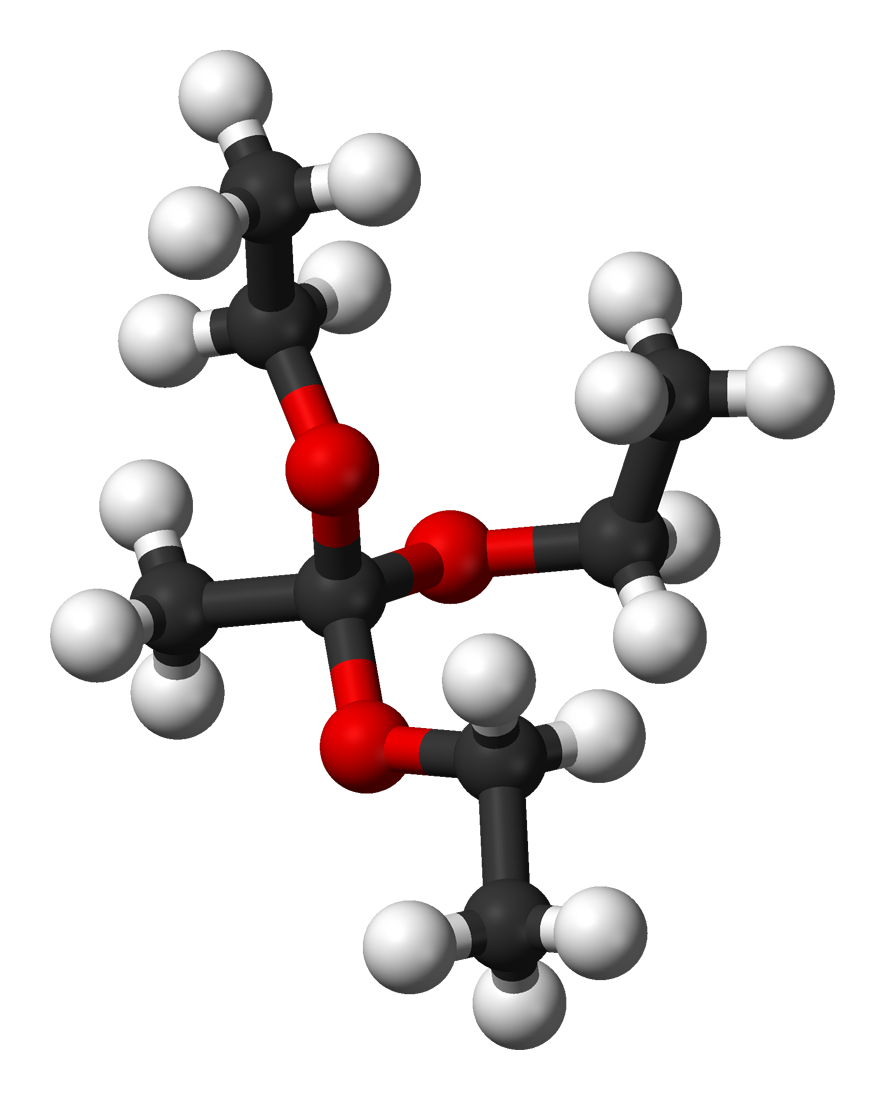
原乙酸乙酯的球棍模型。

原酸酯（Orthoester）是原酸（羧酸的水合物，RC(OH)3）形成的酯类，即是在同一碳原子上含有三个烷氧基基团的有机化合物。例子包括原甲酸乙酯（HC(OC2H5)3）和原乙酸乙酯（CH3C(OC2H5)3）。最简单的原酸酯是原甲酸酯。原酸酯对碱稳定，但易被酸分解，可用作酯的保护基，也可以与醛或酮反应，引入缩醛或缩酮保护基。

## 制备
原酸酯可通过腈与醇在酸催化下反应制备：
RCN + 3 R'OH → RC(OR')3 + NH3
氯仿或其他卤仿与醇钠反应：
CHCl3 + 3C2H5ONa → HC(OC2H5)3 + 3NaCl
用原碳酸乙酯与格氏试剂反应，也可以得到原酸酯。

## 反应
原酸酯很容易在酸溶液中水解生成酯：
RC(OR') 3 + H2O → RCO2R' + 2 R'OH
原甲酸甲酯水解，先生成甲酸甲酯和甲醇，进一步反应生成甲酸或甲酸盐。